# Patrick Ivuti
Patrick Mukutu Ivuti (né le 30 juin 1978 à Machakos) est un athlète kényan, spécialiste des courses de fond. 

## Biographie
Il termine au pied du podium du 10 000 mètres lors des Jeux olympiques de 2000, à Sydney.
En 2007, il remporte le marathon de Chicago avec un temps de 2 h 11 min 11 s, terminant dans la même seconde que le Marocain Jaouad Gharib. Il s'impose par ailleurs à deux reprises lors du marathon d'Honolulu (en 2008 et 2009) ainsi que lors du Marathon de Prague (2009). Son record personnel sur marathon, établi le 9 octobre 2005 lors du marathon de Chicago, est de 2 h 7 min 46 s.
En cross-country, Patrick Ivuti remporte la médaille d'argent de la course longue des championnats du monde 1999 et 2003. Il s'adjuge le titre par équipes en 1999, 2000, 2001 et 2003.